# 3. pješačka bojna 117. brigade
Kad se govori o brojnim ratnih postrojba koje su aktivno i ofenzivno djelovale tijekom Domovinskog rata, onda svoje značajno mjesto u povijesti zauzima i proslavljena 117. brigada Hrvatske vojske, i njezina 3 pješačka bojna iz Križevaca, koja je ratno djelovala 1991. i 1992. godine na području novljanskog bojišta "OG Pakrac". U početku je sastavljena isključivo od dragovoljaca, a u kasnijim razdobljima vršena je mobilizacija. Iako je formalno pripadala 117 brigadi sa zapovjedništvom u Koprivnici, 3 bojna iz Križevaca imala je svoju osobnost i samostalnost od samih početaka, pa do službenog utrnuća postrojbe 31. srpnja 1992. godine. O čemu svjedoći akcija zauzimanja bivše vojarne JNA "Kalnik" u Križevcima, gdje je 3 bojna potpuno neovisno sudjelovala u oslobađanju od 117 brigade koja u tom trenutku nije niti imala svoje zapovjedništvo, nego su se odvojeno razvijale 1. pješačka bojna u Koprivnici i 3. pješačka bojna u Križevcima. U stvarnosti to su bile samo po jedna pješačka satnija. 3. pješačka bojna sastavljena od dragovoljaca za akciju oslobađanja vojarne i uz mobilizaciju izvršenu 9.9.1991 imala je 110 pripadnika. 
Nakon gašenja 31. srpnja 1991. postrojbe, dio njenih pripadnika bio je okosnicom ustroja 15. POtrbr Križevci. Kroz redovie križevačke bojne prošlo je oko 900 branitelja potkalničkog kraja iz šireg područja grada Križevaca, odnosno današnjih općina Kalnik, Gornja Rijeka, Sveti Petar Orehovec i Sveti Ivan Žabno. U obrani domovine poginulo je 17 pripadnika 3. bojne, a 57 ih je ranjeno. 

## Ustroj
Križevačka 3. bojna iz sastava 117. "R" brigade koprivničko-križevačke formalno je osnovana je 8. srpnja 1991. godine. Kada se govori o brojnim ratnih postrojbama koje su aktivno i ofenzivno djelovale tijekom Domovinskog rata, onda svoje značajno mjesto zauzima i 117. „R“ brigada Koprivničko-križevačka HV, i njezina 3. pješačka bojna iz Križevaca, koja je ratno djelovala 1991. i 1992. godine na području novljanskog bojišta u okviru "OG Pakrac", te jednim manjim dijelom u „OG „Posavina“. U početku je bila sastavljena isključivo od dragovoljaca, a u kasnijim razdobljima popunjavana je mobilizacijom. Iako je formalno pripadala 117. brigadi sa zapovjedništvom u Koprivnici, 3. bojna iz Križevaca imala je svoju osobnost i samostalnost od samih početaka, pa do službenog utrnuća 31. srpnja 1992. godine. Iz Odreda Narodne zaštite do kraja kolovoza nastala četa ZNG, a početkom rujna bojna. Bojna se kadrovski, organizacijski i logistički samostalno razvija neovisno o 117. brigadi sve do konca 1991. Središte bojne je grad Križevci u vojarni "Ban Stjepan Lacković", koja je ime dobila po velikom hrvatskom plemiću, banu Lackoviću, koji je posljednji dio svog života proveo upravo u Križevcima. Ujedno je to i veliko priznanje Križevčanima za doprinos u Domovinskom ratu. Brigada je po crti zapovijedanja bila je postrojba tadašnje Operativne zone Bjelovar. Zvonko Beljo dotadašnji zapovjednik ONZ imenovan je 1. 9. 1991. od MORH-a zapovjednikom 3/117. Do 9. rujna 1991.  ustrojena je postrojba od 110 pripadnika. U trećoj dekadi kolovoza vrši se popuna bojni. Brigada se sastojala od tri bojne: 1. i 2. bojne – iz Koprivnice i 3. bojne - iz Križevaca. Bojne su u Križevcima i Koprivnici u stvarnosti su to bile postrojbe veličine jedne satnije, a samo na papiru popunjene. Početkom rujna 3/117 ima 110 pripadnika odnosno jednu satniju dragovoljaca opremljenih i naoružanih, te spremnih za borbena djelovanja.  Nedostatak naoružanja je velik. Naoružanje je kupljeno putem Kriznog stožera gradova. 117. brigada ZNG "R" u ratu po formaciji mirnodopska, lokacija i mob mjesto Koprivnica, zapovjedništvo brigade Koprivnica. Ustrojavanje bojni u Križevcima i Koprivnici odvijalo se putem Kriznih stožera gradova, koji su imali formalno zapovjednu ulogu, uredima za obranu i MUP-om. Brigada formalno nije imala svojeg zapovjednika niti zapovjedništvo brigade sve do 4.10.91. Miroslav Jerzečić zapovjednik OZ Bjelovar u nadzoru provedbe mobilizacije brigade Koprivnici 3.10.91. konstatirao čitav niz problema, brigada nije ustrojena prema zapovjedima, te zapovijeda da se do sutradan, 04.10. 1991. godine, do 07.00 sati formira cjelokupno Zapovjedništvo brigade. Za zapovjednika brigade imenuje g. Dragutina Kralja formalno prvog zapovjednika brigade.

## Zapovjednici 3 bojne
- Zapovjednik 3 bojne pukovnik Zvonko Beljo
- Zamjenik zapovjednika natporučnik Miodrag Dedeić
- Zapovjednik 1 pješačke satnije Božo Lazar
- Zapovjednik 2 pješačke satnije Stojan Miščević
- Zapovjednik 3 pješačke satnije Stevo Mladenović
- Zapovjednik interventnog "Cikinog" voda Željko Jalžabetić Ciko

## Ratni put
Oslobađanje vojarne u Križevcima i skladišta naoružanja i opreme „Široko Brezje“
Prva borbena zadaća 3. bojne bilo je oslobađanje vojarne „Kalnik“ i skladišta oružja „Široko Brezje“. Pripreme za tu akciju oslobađanja započinju 13. rujna 1991. odmah po dobivenoj Zapovijedi Predsjednika RH o blokadi vojarni JNA. Sljedećeg dana započinje blokada vojnih objekata u Križevcima i okolici. Najveću izravnu opasnost za grad Križevce predstavljao je 411. „R“ mješoviti protuoklopni artiljerijski puk 32. korpusa JNA koji je bio smješten u samom središtu grada, te skladište vojnog naoružanja u šumi Široko Brezje kod Križevaca. U operaciji oslobađanja sudjelovali su pripadnici 3. bojne ZNG-a, Policijske postaje Križevci, Samostalnog voda iz Stare Kapele, odredi NZ iz Križevaca. Skladište je oslobođeno je 16. rujna 1991., a dan kasnije i vojarna u gradu. Nakon oslobađanja vojarne pristupilo se ustrojavanju cijele bojne jer su tada postojali uvjeti s obzirom na to da se oslobađanjem skladišta došlo u posjed velike količine naoružanja i opreme. U prostoru oslobođene vojarne organiziran je 22. rujna 1991. blagoslov vojarne i postrojavanje prvih dragovoljaca pripadnika 1. čete 3. pješačke bojne 117 brigade, učesnika oslobađanja vojarne. Dva hrvatska vojnika su ubijena i jedan ranjen u toj akciji oslobođenja vojarne. 
Banovina, Pokupsko - Pisarovina 3.10. – 10.10.
3/117 bojna dobiva zapovijed od Zapovjedništva ZNG za ojačanje obrane ZP Zagreb u području Pokupsko – Pisarovina. Obrana na rijeci Kupi bila je u mjerodavnosti OZ Zagreb. Glavna je zadaća bila spriječiti moguće napredovanje neprijatelja prema Zagrebu. U dva autobusa „Čazmatransa“ ,91 branitelj uz pratnju vozila MUP-a, 3. 10. 1991. godine krenuo je iz Vojarne u Križevcima na bojišnicu satnija se upućuje na lijevu obalu Kupe i to na područje sela Slovinac (Lijevo Sredičko) – Lijevi Štefanki te prema Skender Brdu. Uspostavljen je kontakt s Kriznim štabom i veza sa Zapovjedništvom 101. br. HV, radi koordinacije djelovanja. Postrojba se je vratila u Križevce 10. listopada, a na području Pisarovine ostala su 24 branitelja u sastavu tenkovske satnije. Pokupsko je bilo prva crta obrane te je doživjelo velika razaranja od agresora. Hrvatsko pučanstvo koje je živjelo u pokupskim selima, moralo ih je napustiti još 01.10.1991. Obrana na desnoj obali Kupe bila je veoma teška. Neprijatelj je nastojao potisnuti branitelje s tih položaja i u tome je uspio 07.10.1991. zbog nesređene bojišnice. 
Pakračko bojište, Pakrac 13.10. – 08.11.
1 satnija 3/117 od 13. listopada 1991. sudjeluje u obrani Pakraca gdje se organizira obrana toga područja. Sredinom kolovoza pobunjenici i JA su u potpunosti blokirali Pakrac i Lipik. Postrojba sudjeluje u oslobađanju dijela Gornje Obriježi i Omanovca. U oslobađanju gornjeg dijela Omanovca sudjelovao je 1. vod pod zapovjedništvom Željka Jalžabetića -Cike s 32 branitelja. Tu je poginuo 1 branitelj. Postrojba učinkovito nadzire i onemogućava neprijateljsku komunikaciju na potezu Daruvar – Badljevina – Dereza – Kusonje – Pakrac. Omanovac i Gornja Obrijež ostali su u rukama branitelja što je imalo itekakav značaj za oslobođenje Pakraca i okolnih mjesta u daljnjim ratnim djelovanjima. Ta akcija imala je veliki značaj i time što je osiguravao deblokiradu Pakraca. 2. satnija 3/117 sa 142 pripadnika zamijenila je 1. satniju na području Omanovca i Gornje Obriježi, s osnovnom zadaćom nadziranja toga područja i čuvanje zatečenih položaja prema Derezi i Kusonjama. Postrojba je imala u svom sastavu, osim pješačkog naoružanja, desetinu bestrzajnih topova. Postrojba uspješno drži crtu bojišta. U stalnim ratnim okršajima ovo područje bilo je potpuno devastirano. Mještani su se u velikoj većini iselili, a tek je nekoliko obitelji ostalo u svojim kućama.
Operacija Orkan 91, Bair-Popovac 03.11. – 08.11.
3/117. brigade bila je pridodana OG „Posavina“ na novljanskom dijelu bojišta za operaciju „Orkan-91“. Prema zapovijedi zapovjednika OZ Bjelovar 3. bojna dana 3.11.1991. u Kozaricama zapovjednom mjestu 105. brigade izvršila je organiziranu smjenu s tom postrojbom. Postrojba je bila napadnuta još u trenutku dok nije izvršila kompletan razmještaj odnosno već kod zapovjednog izviđanja terena.  Postrojba je tada pretrpjela za nas velike gubitke, 4 branitelja su poginula 8 ih je teže, a 6 lakše ranjeno među njima i zapovjednika bojne, jednog zapovjednika satnije, te nekoliko zapovjednika desetine. Pod jakom paljbom topništva naše snage više nisu vladale situacijom i nažalost nisu bili u stanju sačuvati dostignute položaje. U pomoć su pristigli i pripadnici križevačkog 15. mpoad-a Ta snažna akcija agresorske vojske i ti gubici su izazvali određeni šok među braniteljima, te dolazi do nekontroliranog napuštanja dostignutih položaja u selu Bair. Zapovjedništvo je konsolidiralo ostatak snaga s „Cikinim vodom“ Željka Jalžabetića Cike i skupinom od 60-ak vojnika odlučanih braniti naše položaje. U tome su uspjeli do trenutka kada je Zapovjednik OZ Bjelovar izvršio smjenu. 
Pakračko bojište 29. 10. do 19.12. 1991., Operacije Papuk 91 i Orada 
3/117 vrši pripremu za redovite smjene unutar 117 brigade u operaciji  „Papuk 91“. Dana 29. 11. kreće na Pakračko-lipičko bojište s 376 vojnika, a od 14. 12, kada je iz Križevaca pristigla još jedna novoustrojena 3. satnija,  bojna je imala ravno 500 pripadnika. U operacija  „Orada“ (5. – 6. prosinca 1991.) u kojoj je bojna sudjelovala oslobođen je grad Lipik, što ga čini prvim oslobođenim gradom u Domovinskom ratu i jedinim do "Oluje". Preko Turkovače i Klizavca prema Kukunjevcu i Dobrovcu djeluju dvije satnije iz sastava 3/117 i sudjeluju u oslobađanju Kukunjevca i Dobrovca 7.11.91. Dana 11.12.1991. u 4 sata ujutro prema Zapovijedi za napad OG Pakrac, dio postrojbe krenuo je u Pakrac, na položaje u sjevernom dijelu grada, a dio postrojbe ostao je u Kukunjevcu držati dostignute položaje. U bojnim djelovanjima u ovom razdoblju poginula su 11 branitelja, a 51 ih je ranjeno. 
PAKRAČKO BOJIŠTE, VRIJEME SARAJEVSKG PRIMIRJA
Nakon primirja potpisanog u Sarajevu 3.1.1992. godine 3/117 vrši pripremu i redovite smjene i rotaciju unutar 117 brigade na područje Brezovca, Livađana, Subocke. Prema popisu postrojba ima 492 pripadnika, a na samom terenu prisutno je 454 pripadnika s osnovnom zadaćom nadziranja toga područja i čuvanje zatečenih položaja danom potpisivanja priimirja.

## Poslije rata
Nakon Sarajevskog primirja, postrojba se vraća u Križevce. Dana 6. srpnja 1992. godine u Križevce se vratila 3. pješačka bojna iz sastava 117 brigade "R" Koprivničko-križevačke kao posljednja postrojba te ratne brigade sa zapadnoslavonske bojišnice i s posljednje ratne zadaće prije nego što će se temeljem novog ustroja oružanih snaga ta postrojba ugasiti dana 31. srpnja 1992. godine. Građani Križevaca svojim su braniteljima priredili veličanstveni doček. Za učinkovito djelovanje 3. bojna iz sastava 117.br. HV je pismeno pohvaljena od Zapovjedništva OZ Bjelovar za razdoblje od 29. studena do 19. prosinca 1991. godine, te od Zapovjedništva OG Pakrac za razdoblje bojnog djelovanja od 14. do 29. listopada i 30. listopada do 19. studenoga 1991. godine. a za uspješno izvršavanje povjerenih zadataka, doprinosa u obrani suvereniteta, samostojnosti, neovisnosti, teritorijalne cjelovitosti Republike Hrvatske, kao i doprinosa u izgradnji i razvoju oružanih snaga Republike Hrvatske pohvaljena od Načelnika Glavnog stožera Hrvatske vojske, a Zapovijed o pohvali pročitana je 22. rujna 1992. godine prilikom zbora ratnih postrojbi u povodu 1. obljetnice oslobođenja Vojarne. Izviđačko-diverzantskom vodu dodijeljena je i uručena ZLATNA PLAKETA «GRB GRADA PAKRACA» od Gradskog vijeća Grada Pakraca 18. ožujka 2009. godine.
Velik dio pripadnika nije se razvojačio već se priključio tada novo osnovanim taktičkim grupama HV i nastavili su sudjelovati u obrani Republike Hrvatske na raznim bojištima diljem Hrvatske, a i "južnog bojišta" i bojišta Bosanske Posavine. Neki od njezinih pripadnika pristupali su drugim ratnim postrojbama, neki su prihvatili poziv Centra za obuku u Koprivnici te se uključili u vojnu izobrazbu vojnika – ročnika. Značajan dio pripadnika 3 pješačke bojne iz sastava 117 brigade zajedno je s pripadnicima 15. mješovitog protuoklopnog artiljerijskog diviziona, činio okosnicu novoustrojene postrojbe u Križevcima 15. protuoklopne topničko-raketne brigade osnovane 17. studenog 1992. Bojna ima 17 poginulih branitelja i 110 teže ranjenih.